# 恩丽卡·皮科利
恩丽卡·皮科利（義大利語：Enrica Piccoli，1999年1月19日—），意大利女子花样游泳运动员。她曾代表意大利参加2020年夏季奥林匹克运动会花样游泳比赛，获得团体第五名。